# Bernardo Mengozzi
Bernardo Mengozzi (Florència, 1758 - París, 1800) fou un cantant d'òpera i compositor italià del Classicisme.
Es donà a conèixer en els teatres de províncies i després cantà a Londres i París, sent contractat per l'empresa del teatre anomenat Monsieur, en el que va romandre fins a l'època de la Revolució, dedicant-se llavors a l'ensenyança particular fins que en l'època de l'organització del Conservatori de París fou nomenat professor de cant, al desenvolupament del qual a França hi contribuí de forma destacada.
A més d'un Mètode de cant, va compondre les òperes següents:
- Gli schiavi per amora (1790);
- L'isola disabitata 1790);
- Les deux vizirs, Aujourd'hui (1791);
- Isabelle de Salisbury, 1791);
- Le tableau parlant, (1792);
- Une faute par amour (1793);
- Pourceaugnac (1793);
- L'amant jaloux (1793);
- La journée de l'amour (1793);
- Brunet et Caroline (1799);
- La dame violée (1799);
- Les habitants de Vaucluse (1799): A més va intercalar molts fragments de les seves composicions en les òperes d'altres autors.